# Jones Erik Andersson
Jones Erik Andersson (i riksdagen kallad Andersson i Ovanmyra), född 28 oktober 1881 i Boda församling, Kopparbergs län, död där 1 september 1957, var en svensk politiker (bondeförbundet) och riksdagsman. Han var son till riksdagsman Ollas Anders Ericsson.
Andersson var lantbrukare i Ovanmyra i Dalarna. Som politiker tillhörde han riksdagens andra kammare 1921 och 1925–1943 samt första kammaren 1944–1951.  I riksdagen skrev han 70 egna motioner, företrädesvis om lättnader i böndernas bördor vad gäller grundskatter och försvar, väghållning och kyrkobyggnad osv. Andra ämnen var nedsättning av tjänstemannalönerna, grundlagsändringar och skärpt alkohollagstiftning.
Han var statsrevisor 1940–1941 och vice ordförande i konstitutionsutskottet 1941–1951. Han publicerade flera arbeten om sin hembygd i Dalarna.